# Mythicomyia texana
Mythicomyia texana är en tvåvingeart som beskrevs av Hall och Neal L. Evenhuis 1986. Mythicomyia texana ingår i släktet Mythicomyia och familjen svävflugor. Inga underarter finns listade i Catalogue of Life.